# Oberbefehlshaber West
Oberbefehlshaber West, Kurzform OB West, war ein nach Beendigung des Westfeldzuges am 25. Oktober 1940 geschaffenes Oberkommando für die Truppen der deutschen Wehrmacht in den besetzten Gebieten, d. h. in den Niederlanden, Belgien und im besetzten Teil Frankreichs ohne die Gebiete Elsass, Lothringen und Luxemburg, die der CdZ-Verwaltung unterstanden.
Nicht zuständig war der OB West für die Besatzungsverwaltung; die Anordnungsbefugnis gegenüber den Zivilbehörden lag bei einer so genannten „reinen“ Militärverwaltung unter dem Militärbefehlshaber Frankreich, die dem OKH unterstand. Diese Form der Besatzungsverwaltung bewährte sich jedoch nicht und wurde wieder aufgegeben. Nach dem Unternehmen Anton, der kampflosen Besetzung des bis dahin unbesetzten Frankreich im November 1942 durch dem OB West unterstellte Verbände dehnte sich dessen Verantwortungsbereich auf ganz Frankreich aus.
Das Kommando des Oberbefehlshabers West oblag zunächst der Heeresgruppe A, seit dem 15. März 1941 der Heeresgruppe D, die nun statt des Oberkommandos des Heeres dem Oberkommando der Wehrmacht unterstellt war. Die offizielle Bezeichnung lautete OB West (Hgr. Kdo. D). Erst als nach der Heeresgruppe B mit der Heeresgruppe G eine weitere Heeresgruppe unterstellt werden sollte, entfiel dieser Zusatz ab 10. September 1944.
Neben der Abwehr britischer Luftangriffe gab es im Bereich des OB West zunächst als einzige nennenswerte Kampfhandlung im August 1942 einen britisch-kanadischen Landungsversuch bei Dieppe, der abgewehrt wurde. Dies änderte sich mit der erfolgreichen Landung der Westalliierten in der Normandie im Juni 1944. In deren Erwartung waren die dem OB West unterstellten Verbände bereits auf annähernd zwei vollständige Heeresgruppen verstärkt worden, mit der Umbenennung der Armeegruppe G in Heeresgruppe G am 12. September 1944 war dies auch nominell der Fall. Am 11. November 1944 wurde dem OB West außerdem die neu aufgestellte Heeresgruppe H unterstellt.
Mit Ausnahme einer vom 2. Dezember 1944 bis 24. Januar 1945 dauernden Unterstellung der Truppen am Oberrhein unter den Reichsführer SS in Funktion eines OB Oberrhein behielt der OB West durchgehend den Oberbefehl über die gesamte Westfront, auch als diese hinter die Reichsgrenze zurückfiel, bis zu ihrem Durchbruch. Nach dem Zusammentreffen US-amerikanischer und sowjetischer Truppen bei Torgau am 25. April 1945 wurde der OB West umbenannt in Oberbefehlshaber Süd mit dem Oberbefehl in Süddeutschland einschließlich der Ostfront.

## OB West
- 10. Oktober 1940 bis 1. April 1941 – Generalfeldmarschall Gerd von Rundstedt
- 1. Mai 1941 bis 15. März 1942 – Generalfeldmarschall Erwin von Witzleben
- 15. März 1942 bis 2. Juli 1944 – Generalfeldmarschall Gerd von Rundstedt
- 2. Juli bis 16. August 1944 – Generalfeldmarschall Günther von Kluge
- 16. August bis 3. September 1944 – Generalfeldmarschall Walter Model
- 3. September 1944 bis 11. März 1945 – Generalfeldmarschall Gerd von Rundstedt
- 11. März bis 22. April 1945 – Generalfeldmarschall Albert Kesselring

## Struktur Anfang Juni 1944
| OB West (Heeresgruppe D) |                      |                      |               |                     |
| Heeresgruppe B           | Heeresgruppe B       | Panzergruppe West    | Armeegruppe G | 1. Fallschirm-Armee |
| 7. Armee                 | 15. Armee            | I. SS-Panzerkorps    | 1. Armee      |                     |
| LXXXIV. Armeekorps       | LXXXVIII. Armeekorps | XXXXVII. Panzerkorps | 19. Armee     |                     |
| II. Fallschirm-Korps     |                      | II. SS-Panzerkorps   |               |                     |